# École nationale supérieure des travaux publics de Yamoussoukro
L’École nationale supérieure des travaux publics (ENSTP) était une école ivoirienne à Yamoussoukro. 
Elle fait partie de l’Institut national depuis 1996.
Il avait pour vocation de former l'ensemble des cadres supérieurs du génie civil en Côte d'Ivoire.

## Histoire
Elle a été créée conformément à la loi n° 62-407 du 7 novembre 1962, portant création d'établissements publics chargés de former des ingénieurs, des adjoints techniques ou tous autres techniciens pour le développement du pays.
L'ENSTP a fonctionné jusqu'en septembre 1965 dans des locaux provisoires : d'abord à la Chambre de commerce d'Abidjan-Plateau, puis à Cocody, rue des Jasmins (maintenant l'antenne de l'ENSTP à Abidjan). À partir d'octobre 1965, elle a été installée dans des locaux plus fonctionnels à l'entrée du campus (actuelle faculté de pharmacie), dimensionnée pour 220 élèves et construits sur une parcelle de 1,7 hectare.
Elle a accueilli jusqu'en octobre 1978 les formations d'ingénieurs et de techniciens supérieurs des travaux publics organisées respectivement par les décrets 63-172 du 18 avril 1963 et 67-292 du 30 juin 1967. En 1973, l'ENSTP s'est ve en outre confier les formations d'ingénieurs et de techniciens supérieurs des Mines et de la Géologie.
Depuis la création de l'école, les efforts de développement de la Côte d'Ivoire ont entraîné de profondes mutations économiques et sociales. En conséquence, la demande en ingénieurs et techniciens supérieurs du Génie civil s'était accrue à un tel point que les diplômés de l'ENSTP se trouvaient en nombre insuffisant pour satisfaire les seuls besoins de l'administration des travaux publics.
Ainsi, en octobre 1975, l'école qui avait été dimensionnée pour 220 élèves, en comptait-elle 420. Aussi, à cette date, le gouvernement s'est-il préoccupé de la nécessité d'adapter les objectifs et les moyens de l'ENSTP aux exigences du développement économique accéléré du pays. Cette préoccupation a abouti en 1977 à l'élaboration d'un projet de construction d'une nouvelle école à Yamoussoukro, au centre du pays.

## Mission
Installée sur son nouveau site de Yamoussoukro, l'École Nationale Supérieure des Travaux Publics a été réorganisée par le décret n° 79-23 du 10 janvier 1979 en un Établissement Public Administratif doté de l'autonomie de gestion et placé sous la tutelle du Ministre des Travaux Publics et des Transports. Par ce décret, l'ENSTP s'est vu confier la mission de :
- former et perfectionner des ingénieurs et techniciens supérieurs du bâtiment et des travaux publics pour les secteurs public, parapublic et privé, ivoiriens ou étrangers ;
- participer au développement de la recherche appliquée dans les domaines du Génie civil.

Pour renforcer la qualité des informations dispensées en son sein, le nouveau décret n° 91-640 du 9 octobre 1991 a élargi les missions de l'ENSTP pour couvrir les activités de recherche, de production, d'expertise et de conseil.
Placée sous la tutelle du Ministère de l'Enseignement Supérieur et de la Recherche Scientifique, l'ENSTP est constituée aujourd'hui :
- de l'École Préparatoire (EP) : composée des classes de Mathématiques Supérieures et de Mathématiques Spéciales, elle dispense un enseignement général d'inspiration scientifique et prépare en deux ans aux concours d'accès aux cycles d'ingénieurs des Grandes Écoles ivoiriennes et étrangères,
- de l'École Nationale Supérieure d'Ingénieurs (ENSI), qui assure en trois ans la formation des ingénieurs de conception dans le domaine du Génie Civil, pour les besoins de la Côte d'Ivoire et des États qui en font la demande,
- de l'École Nationale de Techniciens Supérieurs (ENTS), qui forme en trois années des Techniciens Supérieurs du Génie Civil, spécialisés dans les domaines du bâtiment, de l'urbanisme, de l'équipement, de la topographie, des mines et de la géologie,
- du Centre de Formation Continue (CFC).

Ces quatre unités sont chargées de former et de perfectionner les Ingénieurs, les Ingénieurs de Techniques et les Techniciens Supérieurs dans les spécialités ci-après : Bâtiment, Géologie, Hydraulique, Mines, Routes et Ouvrages d'art, Sciences Géographiques, Transports et Urbanisme.

## La recherche à l'ENSTP
La qualité de l'Enseignement Supérieur dans une Grande École doit nécessairement évoluer en fonction du progrès de la science, de la technique et de la technologie. De ce fait, l'ENSTP doit suivre de près le développement de la recherche appliquée dans le domaine du Génie civil. Mieux, grâce à son potentiel en personnel scientifique et technique et à ses moyens en équipement de laboratoire, elle est en mesure, elle-même, de participer activement à cette recherche appliquée, qui constitue donc la deuxième mission de l'ENSTP, en partie corollaire de la mission d'enseignement.
Cette recherche appliquée porte actuellement sur les thèmes suivants :
- Élaboration de tuiles en fibro-mortier et en mortier vibré,
- Confort thermique en climat chaud,
- Conception bioclimatique de l'habitat,
- Élaboration de bases de données climatiques,
- Maîtrise de l'énergie dans les bâtiments,
- Caractérisation thermophysique des matériaux locaux,
- Recherche sur les impluviums,
- Blocs de terre stabilisés au béton (Géobéton ou BTS),
- Émission de gaz à effet de serre en Côte d'Ivoire.

Ces travaux, appuyés par le Centre de Recherche pour le Développement International (CRDI), l'Agence canadienne de développement international (ACDI), le Programme des Nations unies pour le développement (PNUD), la Banque mondiale par l'entremise du Programme d'Assistance à la Gestion de lÉnergie (ESMAP) et le Centre Régional pour l'Eau Potable et l'Assainissement à faible coût, ont fait l'objet de plus de vingt publications et communications scientifiques.
En outre, ils ont permis la mise en place:
- De l'avant-projet de norme ivoirienne sur les tuiles en fibro-mortier et en mortier vibré,
- de l'avant-projet de norme ivoirienne sur les blocs de terre stabilisés au ciment (BTS),
- des trois normes ivoiriennes sur les conditions des ambiances intérieures et sur la climatisation,
- du code ivoirien de qualité énergétique des bâtiments,
- du code de performance thermique de l'habitat non climatisé.

Les codes susmentionnés sont les premiers du genre en Afrique de l'Ouest. Cette activité de recherche va certainement se développer dans les années à venir, à la faveur du nouveau décret n° 91-640 du 9 octobre 1991 qui réorganise l'ENSTP. Dans cette optique, un catalogue de plus de cinquante projets vient d'être élaboré. Le lancement de ces projets s'échelonnera sur plusieurs années, en fonction des priorités et des financements disponibles.